# Owain Fôn Williams
Owain Fôn Williams (Penygroes, 17 marzo 1987) è un allenatore di calcio ed ex calciatore gallese, di ruolo portiere, preparatore dei portieri del Fleetwood Town.

## Carriera

### Club
Ha giocato nella prima divisione scozzese.

### Nazionale
Viene convocato per gli Europei 2016 in Francia.

## Statistiche

### Presenze e reti nei club
Statistiche aggiornate all'11 marzo 2017.
| Stagione                | Squadra                 | Campionato              | Campionato | Campionato | Coppe nazionali | Coppe nazionali | Coppe nazionali | Coppe continentali | Coppe continentali | Coppe continentali | Altre coppe | Altre coppe | Altre coppe | Totale | Totale |
| Stagione                | Squadra                 | Comp                    | Pres       | Reti       | Comp            | Pres            | Reti            | Comp               | Pres               | Reti               | Comp        | Pres        | Reti        | Pres   | Reti   |
| ----------------------- | ----------------------- | ----------------------- | ---------- | ---------- | --------------- | --------------- | --------------- | ------------------ | ------------------ | ------------------ | ----------- | ----------- | ----------- | ------ | ------ |
| 2008-2009               | Stockport County        | FL1                     | 33         | -43        | FACup+CdL       | 4+1             | -3 + -1         | -                  | -                  | -                  | FLT         | 1           | -1          | 39     | -48    |
| 2009-2010               | Stockport County        | FL1                     | 44         | -90        | FACup+CdL       | 2+0             | -4              | -                  | -                  | -                  | FLT         | 0           | 0           | 46     | -94    |
| ott. 2010               | Stockport County        | FL2                     | 5          | -11        | FACup+CdL       | 0+1             | -5              | -                  | -                  | -                  | FLT         | 0           | 0           | 6      | -16    |
| Totale Stockport County | Totale Stockport County | Totale Stockport County | 82         | -144       |                 | 8               | -13             |                    | -                  | -                  |             | 1           | -1          | 91     | -158   |
| ott. 2010-gen. 2011     | Bury                    | FL1                     | 6          | -6         | FACup+CdL       | 2+0             | -2              | -                  | -                  | -                  | FLT         | -           | -           | 8      | -8     |
| gen.-giu. 2011          | Rochdale                | FL1                     | 22         | -25        | FACup+CdL       | -               | -               | -                  | -                  | -                  | FLT         | -           | -           | 22     | -25    |
| 2011-2012               | Tranmere                | FL1                     | 35         | -33        | FACup+CdL       | 1+1             | -1 + -3         | -                  | -                  | -                  | FLT         | 1           | -4          | 38     | -41    |
| 2012-2013               | Tranmere                | FL1                     | 45         | -48        | FACup+CdL       | 3+2             | -6 + -4         | -                  | -                  | -                  | FLT         | 1           | -2          | 51     | -60    |
| 2013-2014               | Tranmere                | FL1                     | 43         | -76        | FACup+CdL       | 2+3             | -5 + -3         | -                  | -                  | -                  | FLT         | 1           | -2          | 49     | -86    |
| 2014-2015               | Tranmere                | FL2                     | 38         | -54        | FACup+CdL       | 4+1             | -9 + -1         | -                  | -                  | -                  | FLT         | 1           | -2          | 44     | -66    |
| Totale Tranmere         | Totale Tranmere         | Totale Tranmere         | 161        | -211       |                 | 17              | -32             |                    | -                  | -                  |             | 4           | -10         | 182    | -253   |
| 2015-2016               | Inverness               | SP                      | 38         | -48        | SC+CdL          | 5+2             | -4 + -2         | UEL                | 2                  | -1                 | -           | -           | -           | 47     | -55    |
| 2016-2017               | Inverness               | SP                      | 26         | -47        | SC+CdL          | 2+2             | -7 + -1         | -                  | -                  | -                  | -           | -           | -           | 30     | -55    |
| Totale Inverness        | Totale Inverness        | Totale Inverness        | 64         | -95        |                 | 11              | -14             |                    | 2                  | -1                 |             | -           | -           | 77     | -110   |
| Totale carriera         | Totale carriera         | Totale carriera         | 335        | -481       |                 | 38              | -61             |                    | 2                  | -1                 |             | 5           | -11         | 380    | -554   |

### Cronologia presenze e reti in nazionale
| Cronologia completa delle presenze e delle reti in nazionale ― Galles | Cronologia completa delle presenze e delle reti in nazionale ― Galles | Cronologia completa delle presenze e delle reti in nazionale ― Galles | Cronologia completa delle presenze e delle reti in nazionale ― Galles | Cronologia completa delle presenze e delle reti in nazionale ― Galles | Cronologia completa delle presenze e delle reti in nazionale ― Galles | Cronologia completa delle presenze e delle reti in nazionale ― Galles | Cronologia completa delle presenze e delle reti in nazionale ― Galles |
| Data                                                                  | Città                                                                 | In casa                                                               | Risultato                                                             | Ospiti                                                                | Competizione                                                          | Reti                                                                  | Note                                                                  |
| --------------------------------------------------------------------- | --------------------------------------------------------------------- | --------------------------------------------------------------------- | --------------------------------------------------------------------- | --------------------------------------------------------------------- | --------------------------------------------------------------------- | --------------------------------------------------------------------- | --------------------------------------------------------------------- |
| 13-11-2015                                                            | Cardiff                                                               | Galles                                                                | 2 – 3                                                                 | Paesi Bassi                                                           | Amichevole                                                            | -1                                                                    | 73’                                                                   |
| Totale                                                                |                                                                       | Presenze                                                              | 1                                                                     |                                                                       | Reti                                                                  | -1                                                                    |                                                                       |